# Barry Shabaka Henley
Barry Shabaka Henley, all'anagrafe Barry Joseph Henley (New Orleans, 15 settembre 1954), è un attore statunitense.
Conosciuto per le sue numerose partecipazioni a film e serie televisive, ha collaborato a tre film del regista statunitense Michael Mann.

## Carriera
La carriera dell'attore inizia nel 1988, anno in cui recita nel film Nincompoop. Dopo aver recitato in film e serie televisive in ruoli minori, nel 1999 ottiene la parte di Pokerface nel film Life, in cui recita accanto a Eddie Murphy e Martin Lawrence. Nel 2001 recita nel film Alì nel ruolo di Jabir Herbert Muhammad, figlio di Elijah Muhammad. Tra il 2002 ed il 2003 entra nel cast principale della serie televisiva di breve durata Robbery Homicide Division. Nel 2004 prende parte a due importanti film: The Terminal di Steven Spielberg e Collateral. Nel primo recita nel ruolo dell'agente Thurman accanto ad attori del calibro di Tom Hanks e Stanley Tucci, mentre nel secondo è Daniel, un musicista jazz con la cui interpretazione attrae buone critiche. Nel 2005 prende parte a Four Brothers - Quattro fratelli, film diretto da John Singleton.
Nel 2007 partecipa per la terza volta ad un film di Michael Mann, Miami Vice, pellicola ispirata all'omonima serie televisiva. Nel film recita nel ruolo del tenente Martin Castillo, che nel telefilm era interpretato dall'attore Edward James Olmos. Nel 2007 partecipa a quattro episodi della seconda serie di Heroes, nel ruolo del detective Bryan Fuller. Successivamente recita nel ruolo ricorrente dell'gente Shelly Vreede nella serie televisiva della ABC FlashForward. Grazie alle sue interpretazioni teatrali ha ottenuto numerosi premi tra cui Drama Desk Award, Obie Award e Laurence Olivier Awards. È un membro del West Coast Black Repertory Theatre e della San Francisco Mime Troupe.

## Filmografia

### Cinema
- Nincompoop (1988)
- Tina - What's Love Got to Do with It (What's Love Got to Do with It), regia di Brian Gibson (1993)
- Quella cosa chiamata amore (The Thing Called Love), regia di Peter Bogdanovich (1993)
- Fear of a Black Hat (1994)
- Un colpo da campione (The Scout), regia di Michael Ritchie (1994)
- Mister Destiny (Destiny Turns on the Radio), regia di Jack Baran (1995)
- Il signore delle illusioni (Clive Barker's Lord of Illusions), regia di Clive Barker (1995)
- Il diavolo in blu (Devil in a Blue Dress), regia di Carl Franklin (1995)
- Il tocco del male (Fallen), regia di Gregory Hoblit (1998)
- Bulworth - Il senatore (Bulworth), regia di Warren Beatty (1998)
- Benvenuta in Paradiso (How Stella Got Her Groove Back) regia di Kevin Rodney Sullivan (1998)
- Rush Hour - Due mine vaganti (Rush Hour), regia di Brett Ratner (1998)
- Patch Adams, regia di Tom Shadyac (1998)
- Life, regia di Ted Demme (1999)
- Go with the Fro (2001)
- Alì, regia di Michael Mann (2001)
- Pavement (2002)
- Market (2003)
- The Terminal, regia di Steven Spielberg (2004)
- Collateral, regia di Michael Mann (2004)
- Four Brothers - Quattro fratelli (Four Brothers), regia di John Singleton (2005)
- Miami Vice, regia di Michael Mann (2006)
- The Horsemen (Horsemen), regia di Jonas Åkerlund (2009)
- State of Play, regia di Kevin Macdonald (2009)
- The Dry Land (2010)
- Un anno da leoni (The Big Year), regia di David Frankel (2011)
- Stolen, regia di Simon West (2012)
- Lo sguardo di Satana - Carrie (Carrie), regia di Kimberly Peirce (2013)
- Paterson, regia di Jim Jarmusch (2016)
- Lucky, regia di John Carroll Lynch (2017)
- A Star Is Born, regia di Bradley Cooper (2018)
- Dolemite Is My Name, regia di Craig Brewer (2019)

### Televisione
- Clippers - film TV (1991)
- The Royal Family - serie TV, 8 episodi (1991-1992)
- Till Death Us Do Part, regia di Yves Simoneau – film TV (1992)
- Johnny Bago - serie TV, 2 episodi (1993)
- Roc - serie TV, 5 episodi (1992-1994)
- E.R. - Medici in prima linea (ER) - serie TV, 1 episodio (1994)
- Sposati... con figli (Married... with Children) - serie TV, 1 episodio (1995)
- Il cliente (The Client) - serie TV, 1 episodio (1995)
- NYPD - New York Police Department (NYPD Blue) - serie TV, 3 episodi (1995-2004)
- Malcolm & Eddie - serie TV, 1 episodio (1996)
- Sparks - serie TV, 1 episodio (1996)
- Die Gang - serie TV, 7 episodi (1997)
- Duckman: Private Dick/Family Man - serie TV, 1 episodio (1997)
- Brooklyn South - serie TV, 1 episodio (1998)
- The Steve Harvey Show - serie TV, 1 episodio (2000)
- City of Angels - serie TV, 1 episodio (2000)
- Oz - serie TV, 1 episodio (2001)
- Crossing Jordan - serie TV, 1 episodio (2001)
- Providence - serie TV, 1 episodio (2002)
- Robbery Homicide Division - serie TV, 13 episodi (2002-2003)
- Law & Order - Unità vittime speciali (Law & Order: Special Victims Unit) - serie TV, ep.5x14 (2004)
- Barbershop - serie TV, (2005)
- Lackawanna Blues (2005) - film TV
- Shackles - Benvenuti alla scuola dei duri (Shackles) (2005) - film TV
- Grey's Anatomy – serie TV, episodio 1x05 (2005)
- Close to Home - Giustizia ad ogni costo (Close to Home) - serie TV, 9 episodi (2005-2006)
- Numb3rs - serie TV, 1 episodio (2006)
- Alibi (2007) - film TV
- Hustle - I signori della truffa (Hustle) - serie TV, episodio 4x06 (2007)
- Heroes - serie TV, 4 episodi (2007)
- FlashForward - serie TV, 13 episodi (2009-2010)
- La strana coppia (The Good Guys) – serie TV, episodio 1x13 (2010)
- Lie to Me – serie TV, episodio 3x07 (2010)
- Body of Proof – serie TV, episodio 1x02 (2011)
- Luck – serie TV, episodio 1x02-1x03 (2012)
- Unforgettable - serie TV, 1 episodio (2015)
- Better Call Saul - serie TV, 3 episodi (2015)
- Bosch - serie TV, 8 episodi (2017-2018)
- Agents of S.H.I.E.L.D. - serie TV, 5 episodi (2019)
- Bob Hearts Abishola - serie TV, 86 episodi (2019-2024)
- Per sempre (Forever) – serie TV, 5 episodi (2025)

## Doppiatori italiani
Nelle versioni in italiano delle opere in cui ha recitato, Barry Shabaka Henley è stato doppiato da:
- Angelo Nicotra in Collateral, Barbershop, Shackles - Benvenuti alla scuola dei duri, Miami Vice, Lo sguardo di Satana - Carrie, Shamaless, Agents of S.H.I.E.L.D.
- Paolo Buglioni in Alì, Four Brothers - Quattro fratelli, Station 19
- Paolo Marchese in FlashForward, Body of Proof, Better Call Saul
- Elio Zamuto in Law & Order - Unità vittime speciali, NCIS: New Orleans
- Massimo Corvo in Robbery Homicide Division, The Terminal
- Bruno Alessandro in The Horsemen, Lie to Me
- Stefano Mondini in State of Play, NCIS - Unità anticrimine
- Franco Zucca in Paterson, Bob Hearts Abishola (st. 1-2)
- Mario Bombardieri in NYPD - New York Police Department
- Vladimiro Conti in Benvenuta in Paradiso
- Vittorio Amandola in Life
- Dario De Grassi in Grey's Anatomy
- Ennio Coltorti in Close to Home - Giustizia ad ogni costo
- Roberto Fidecaro in Luck
- Giovanni Petrucci in Bosch
- Pietro Ubaldi in Lucky
- Emilio Cappuccio in Elementary
- Renzo Stacchi in A Star Is Born
- Gerolamo Alchieri in Bob Hearts Abishola (st. 3-5)
- Gianni Giuliano in Per sempre